# محمد کوثر
محمّد کوثر (زادهٔ ۱۳۲۳ – درگذشتهٔ ۲۶ دی ۱۳۹۶) کارگردان نمایش و استاد ایرانی‌الاصل دانشگاه‌های ایران و آمریکا بود.

## سرگذشت
کوثر سالِ ۱۳۲۳ در پاکستان زاده شد. در دانشگاه کرنل دکتری در هنرهای نمایشی گرفت و از اوایل دههٔ ۱۳۵۰ در دانشکده هنرهای زیبای دانشگاه تهران − به واسطهٔ عمویش، مهدی کوثر، و با تأییدِ بهرام بیضایی − استاد شد. پس از انقلاب فرهنگی ایران به آمریکا برگشت و تا پایان عمر به استادی و کارگردانی نمایش در دانشگاه ایالتی سان‌فرانسیسکو پرداخت.
او سالِ ۱۳۹۶، همراهِ همسرش یاسمن آرامی، به ایران برگشت و آپارتمانی در یوسف‌آبادِ تهران خرید و از بالکن همین خانه افتاد و درگذشت. بیضایی در سوگش او را «گنج دانش» نامید.

## نمایش‌شناسی
کوثر در دههٔ ۱۳۵۰ لورنزاچیو و اتللو و انسان خوب سچوان و جادوگران شهر سیلم و هانری چهارم و در اعماق و اقتباسی از تسخیرشدگان فیودور داستایفسکی را در تهران کارگردانی کرد و بر صحنه برد. او پس از ترک ایران هم فعّال بود و نمایشنامه‌های چون دن ژوان یا عشق به هندسه و سفر اسب پنجم و در اعماق و قضیه رابرت اوپنهایمر و ادوارد دوم و مدرسه برای همسران و جنگ و صلح و شیاطین و مادام دو ساد و حیف که فاحشه‌ای بیش نیست و ولگرد (فیلم ۱۳۳۱) و بالکن و پروژهٔ ایبسن/استریندبرگ و هانری چهارم و دایی وانیا و تروی: دروازه‌های دوزخ و در تنهایی پنبه‌زارها را در سان فرانسیسکو به نمایش درآورد.